# Paravelleda albofasciata
Paravelleda albofasciata är en skalbaggsart som beskrevs av Stefan von Breuning 1963. Paravelleda albofasciata ingår i släktet Paravelleda och familjen långhorningar. Inga underarter finns listade i Catalogue of Life.